# Christian Seybold

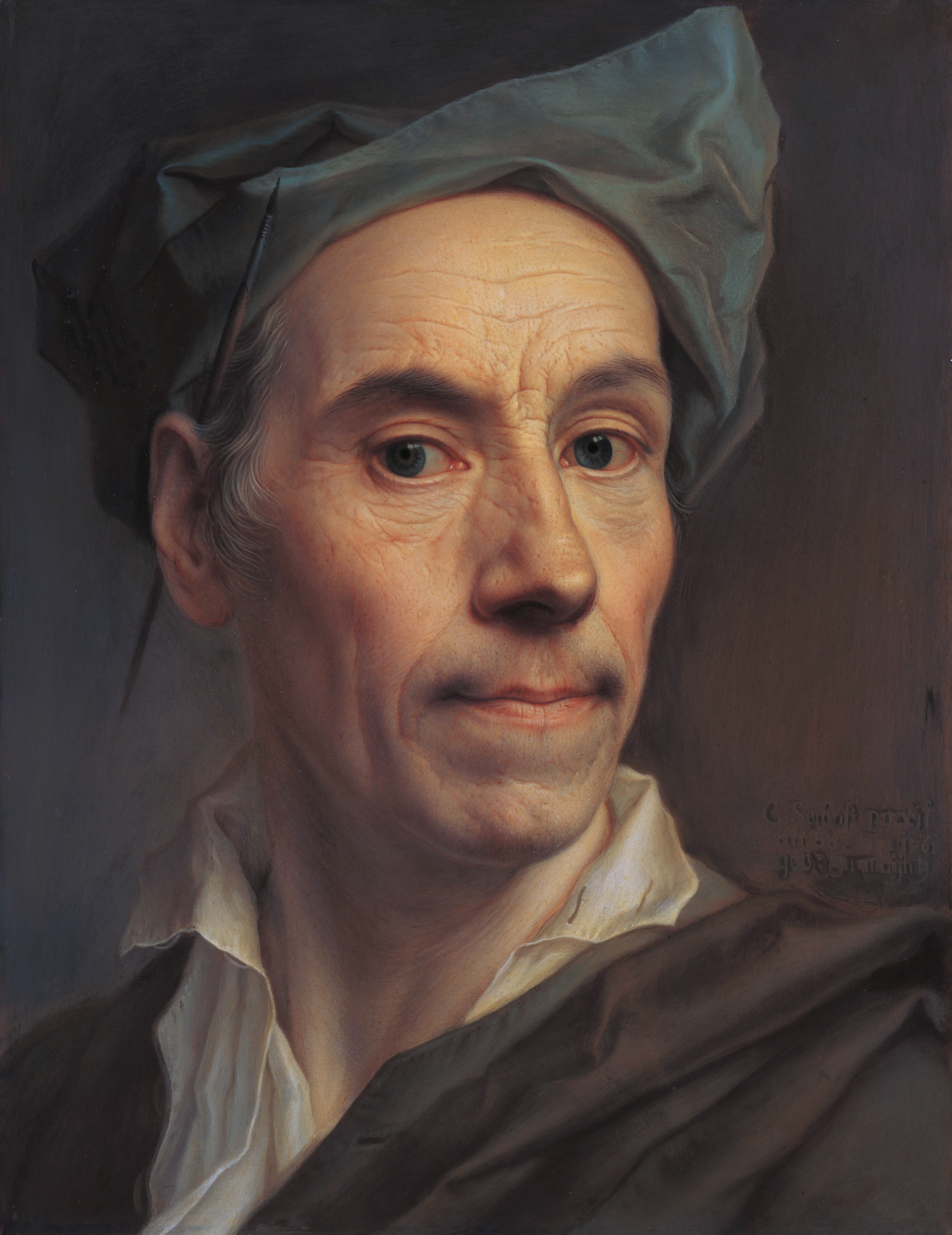
Christian Seybold, Zelfportret, Verzameling Huis Liechtenstein

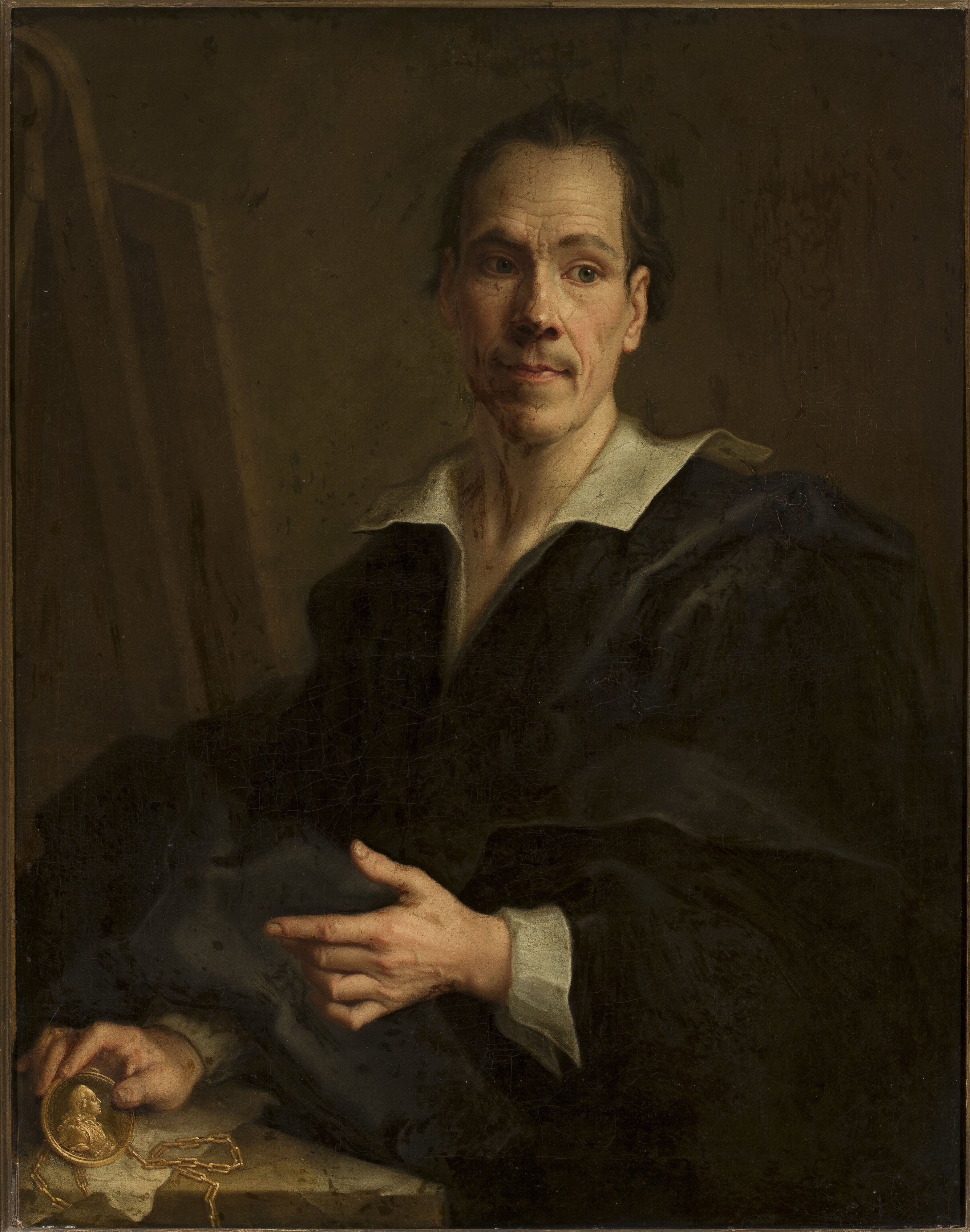
Christian Seybold, Zelfportret met de portretpenning van Joseph Wenzel Fürst von Liechtenstein, Muzeum Narodowe, Warschau - M.Ob.1008 MNW

Christian Seybold (gedoopt te Neuenhain, 19 maart 1695 - Wenen, 29 september 1768) was een Duitse schilder van (zelf)portretten en tronies.

## Leven
Over Seybolds jeugd en opleiding is maar weinig bekend. Het weinige dat men tot circa 1980 daarover wist, is afkomstig uit de belangrijkste contemporaine bron: de korte levensbeschrijving in de Lettre à un amateur de la peinture uit 1755 van verzamelaar, connaisseur, academiedirecteur en diplomaat Christian Ludwig von Hagedorn (1712-1780). In Seybolds biografie verwerkte Hagedorn topoi uit het klassieke genre van de kunstenaarsbiografie, zoals over Seybolds talent, dat zich op jeugdige leeftijd zou hebben geopenbaard en zijn buitengewone ijver: "L’amour que ce peintre avoit pour le dessein, se développa dans sa plus tendre jeunesse. Il n’eut d’autre Maître que son génie: mais quoique’il n’ignorât pas les avantages que la nature lui avoit accordés, il étudia comme s’il n’en devoit rien attendre, & qu’il falût, tout obtenir de l’Art & de l’application. L’exemple n’a pas pris dans tous les Ateliers de Peintres." Door de onjuiste interpretatie van deze tekst werd Seybold als autodidact beschouwd, wat gezien de gangbare schilderspraktijk en zijn status in Wenen als gehuwd burger, academicus en hofschilder niet aannemelijk is. Pas in 1908 kwamen Seybolds gegevens uit enkele kerkboeken beschikbaar. Na 1980 werd Seybolds biografie aangevuld en gecorrigeerd met feiten die gebaseerd waren op archiefmateriaal en niet eerder geraadpleegde kerkboeken.
Christian Seybold was het negende kind van de twaalf die schoolmeester Johann Peter Seibold (1658–1716), oorspronkelijk uit Oberursel afkomstig, en Anna Maria Catharina Schützbreth (1659-735), geboren in Weißkirchen, op de wereld hebben gezet. Zijn doop op 19 maart 1695 is opgetekend in het kerkboek van Neuenhain, een dorp in de buurt van Mainz en Frankfurt am Main dat tegenwoordig in de deelstaat Hessen ligt, maar dat destijds tot de Kurmainz behoorde. Wanneer Seybold precies uit Neuenhain vertrokken is of naar Wenen is verhuisd, is onbekend, maar dat moet in elk geval al geruime tijd vóór 1715 zijn geweest. Dat blijkt uit de optekening van zijn eerste huwelijk in 1715, en de vele andere persoonlijke gebeurtenissen die daarna in de Weense kerkboeken en archieven zijn terug te vinden.  Vanaf dat moment wordt in meerdere bronnen "Mainz" als zijn plaats van herkomst opgevoerd. Dit zal betekenen dat hij voorafgaand aan zijn komst naar Wenen langere tijd in Mainz gewoond en geleerd heeft, waar bijvoorbeeld "zu Mantz geburtig" aan refereert, maar dat vaak ten onrechte als zijn geboorteplaats is uitgelegd. In Weense documenten is "gebürtig/geburtig von/aus" van "burger" afgeleid, wat slechts verwijst naar een langere woonachtigheid in de desbetreffende plaats. Dit is tevens een verklaring voor veel niet teruggevonden geboorteaktes op plaatsen die in latere bronnen wel genoemd worden, en dus verantwoordelijk voor de tegenspraak die tussen de geboorteplaats Neuenhain en de herkomst Mainz wordt gevonden.  Op 8 september 1715 trad Seybold in het huwelijk met de hoogzwangere Maria Elisabeth Wimmerin (1688–1717), die nauwelijks drie weken later van een zoontje beviel. In de volgende twee jaar lieten kind en vrouw het leven: zoon Johann Michael al na 23 dagen na zijn geboorte; echtgenote Elisabeth overleed op 26 oktober 1717. Binnen zeven maanden hertrouwde de weduwnaar met zijn tweede vrouw Susanna Bellmonin (1700-1772). Uit dit vruchtbare huwelijk zouden echter maar twee kinderen, de priester en hofpredikant Jacob Adam (1719-1775) en de ongehuwde Anna Francisca (1721-1772) hun kindertijd, alsook hun ouders overleven.

## Loopbaan
Na zich in documenten aanvankelijk als schilder en/of portretschilder te presenteren, manifesteert Seybold zich tussen 1731 en 1742 als "Academi-Mahler" en tussen 1738 en 1743 soms als "Kunstmaler". Hoewel het huidige academiearchief niet over materiaal uit deze periode beschikt dat dit kan staven, volgt daaruit dat hij in elk geval uiterlijk in 1731 aan de academie verbonden was. In 1732 noemt Seybold zich echter al "Cammermahler", wat zijn werkzaamheid aan het hof van keizer Karel VI aanduidt, ondanks dat dit niet per decreet is bekrachtigt - wat toen overigens allesbehalve ongebruikelijk was. In deze tijd verkeert Seybold ook al in kringen van aan het hof gelieerd patriciaat, adel en kunstenaars, zoals de hofgoudsmid Johann Anton Geissenhof en de hofschilder van opeenvolgende keizers, portrettist Frans van Stampart (1675-1750). Tijdens het interregnum, de keizerloze periode tussen de dood van keizer Karel VII op 20 januari 1745 en de kroning van Maria Theresia’s echtgenoot Frans Stefan tot keizer op 4 oktober 1745, werd Seybold per decreet benoemd tot hofschilder aan het keurvorstelijk-koninklijke Saksisch-Poolse hof van Friedrich August (1696-1763) in Dresden. Deze was tijdelijk gevolmachtigd om politieke beslissingen te nemen en benoemingen uit te vaardigen die zijn rechtsgebied betroffen. Daarmee viel Seybold "aus Maynz" vanzelf onder zijn jurisdictie, het Saksische recht. Seybold hoefde dus niet naar Dresden af te reisen om van de privileges van zijn officiële status te genieten of om te voldoen aan de verplichtingen die deze positie meebracht. In 1749 benoemde Maria Theresia Seybold officieel tot haar "Kammer Mahler", een functie die hij tot aan zijn dood zou uitoefenen.

## Oeuvre
Hoewel Seybold voornamelijk als portretschilder de geschiedenis is ingegaan, zijn er nog maar weinig representatieve portretten bekend die in opdracht zijn gemaakt. Eén daarvan is het portret van de keizerlijke Geheimrat Johann Adam graaf von Questenberg (* 1678; † 1752), dat tussen 1723 en 1728 is vervaardigd en bewaard wordt in het Universalmuseum Joanneum, Graz.  In 1728 is het door de gebroeders Andreas en Joseph Schmuzer in kopergravure gereproduceerd. Het grootste deel van Seybolds nu in kaart gebrachte oeuvre bestaat echter uit (tot halffiguur verlengde) tronies (karakterkoppen) en zelfportretten. Deze zijn uitgevoerd in verschillende stijlen, die zijn terug te voeren op grote voorbeelden uit zijn eigen en eerdere tijden. Het bekendste zijn de werken die in thema, uitvoering en techniek zijn afgeleid van de 'Oude vrouw' en 'Oude man' van de uit Altona afkomstige portretschilder Balthasar Denner (1685-1785). Denners ouderdomsportretten, die sinds medio jaren 1720 in het bezit waren keizer Karel VI en die zich tot op heden in het Kunsthistorischen Museum in Wenen bevinden, kenmerken zich door hun levensechte, tot op het niveau van de poriën nauwgezette imitatie van de werkelijkheid en hun onzichtbare penseelvoering. Hun verbazingwekkende en tot dan toe ongeziene trompe l'oeil-kwaliteit deed veel stof opwaaien en bracht enorme sommen geld op. Over de keizers aankoop werd zelfs beweerd dat het de duurst betaalde werken van een nog levende kunstenaar waren. Later kreeg dit type fijngeschilderde detailrealisme van de kunsthandel de bijnaam Porendenner. Dat keizer Karel VI's opvolgster, Maria Theresia, eveneens een grote persoonlijke voorkeur voor fijnschilders aan de dag legde, blijkt niet alleen uit Seybolds aanstelling, maar bijvoorbeeld ook uit de vele opdrachten die ze de pastellist en emailleschilder Jean-Étienne Liotard (1702-1789) gunde.
Voor Seybold bleek het imiteren en overtreffen van Denners staaltjes van vakmanschap evenzeer lucratief. Zijn arbeidsintensieve detailrijke tronies voorstellend 'Jong' en 'Oud' kwamen dan ook terecht in de verzamelingen van de meest welgestelden. Zo bezit de van oorsprong koninklijke collectie in Dresden vier van dergelijke werken en beschikt de Royal Collection in Londen over twee tronies in Kensington Palace die in dezelfde minutieuze techniek zijn vervaardigd. Sommige van Seybolds vele zelfportretten zijn eveneens in de 'Poren-modus' uitgevoerd, vaak functioneren ze in een iconografische samenhang met een Porentronie die een jong meisje voorstelt, zeker die zelfportretten die hij op hogere leeftijd heeft geschilderd. Meer Porenseybolds zijn onder andere te vinden In het Szépművészeti Múzeum, Budapest, Fogg Art Museum, Cambridge (VS), Uffizi, Florence, Museum der bildenden Künste, Leipzig, Musée National d'Histoire et d'Art, Luxemburg, Landesmuseum Mainz, Poesjkinmuseum, Moskou, Österreichische Galerie Belvedere en het Museum im Schottenstift in Wenen, en in de collectie van het Huis Liechtenstein, Vaduz-Wenen. Deze Porenseybolds vormen binnen Seybolds oeuvre echter een minderheid. Hij schilderde daarnaast ook veel genrematige halffiguren in een aanzienlijk vrijere schilderstrant, met behulp van een brede en vlotte penseelvoering, soms met de toepassing van een sterk chiaroscuro, geïnspireerd op  Italiaanse, Vlaamse en Hollandse voorbeelden. Een deel van zijn jongens- en meisjesfiguren lijken thematisch op de contemporaine werken in dit genre van Philipp Mercier en François Boucher, terwijl hun specifieke fysiognomie van Peter Paul Rubens' kinderportretten uit de collectie van het Huis Liechtenstein lijken afgeleid. Voor de belichting, uitdrukking en kostumering van Seybolds zelfportretten zijn met name Rembrandt van Rijn, Antoon van Dyck en Johann Kupezky (1667-1740) maatgevend gebleken. 

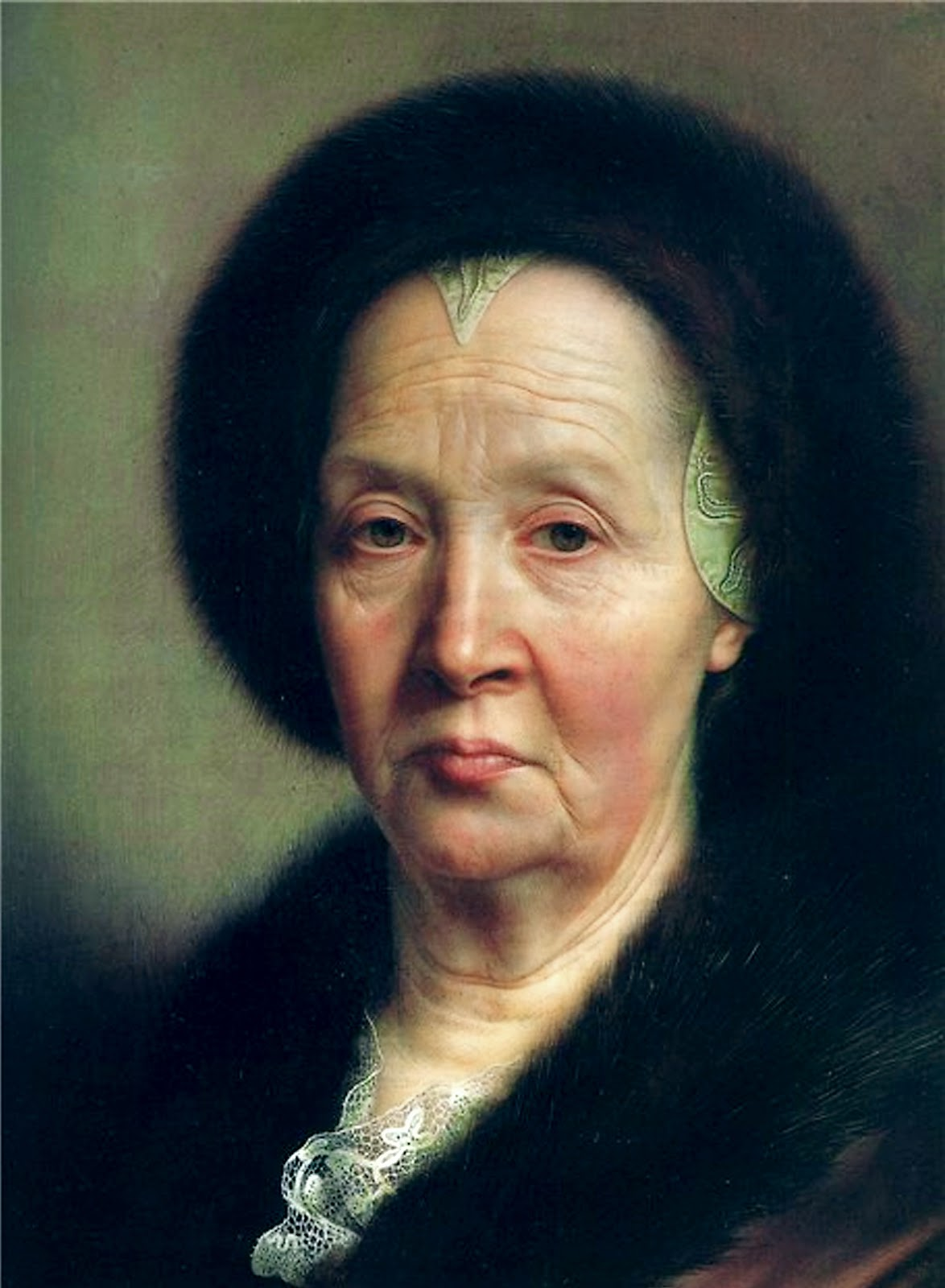
Christian Seybold, Tronie van een oude vrouw, Museum der bildenden Künste, Leipzig - inv.nr. 1747

Een overzicht van Seybolds leven en oeuvre (inclusief voorheen onbekend werk), zijn waarderingsgeschiedenis alsook stilistische en uitgebreide iconografische analyses, worden geboden in het proefschrift (kunstenaarsmonografie & kritische oeuvrecatalogus) van Lilian Ruhe (2018).

## Literatuur en referenties

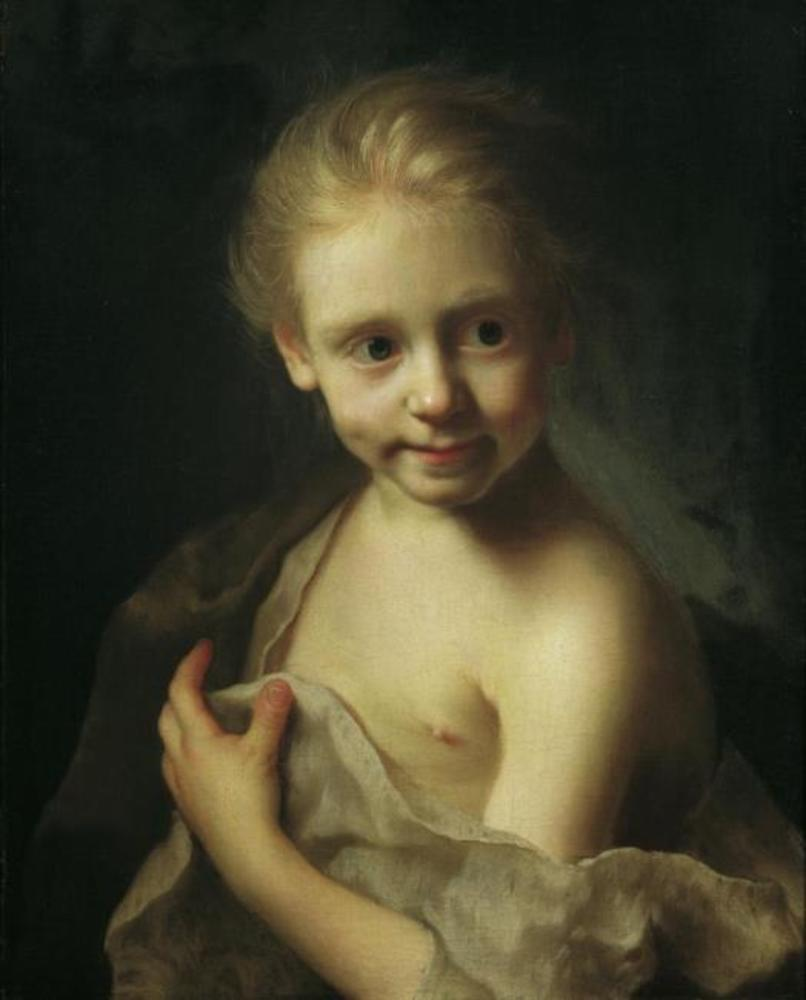
Christian Seybold, Tronie van een kleine blonde jongen, Gemäldegalerie der Akademie der Künste, Wenen